# كارل براون (منافس ألعاب قوى)
كارل براون (بالإنجليزية: Carl Brown)‏ هو منافس ألعاب قوى أمريكي، ولد في 11 فبراير 1970.

## وصلات خارجية
- كارل براون على موقع الاتحاد الدولي لألعاب القوى (الإنجليزية)